# Pere Lluís de Borja-Llançol de Romaní i de Montcada
|  | Per a altres significats, vegeu «Llançol». |

Pere Lluís de Borja-Llançol de Romaní i de Montcada, el cardenal Borja (València, 1470 - entre Roma i Nàpols, 4 d'octubre de 1511) va ser un cardenal valencià del segle XV i començament del segle xvi i arquebisbe de València del 1500 al 1511. Va ser membre de l'orde dels Jerònims.
Pere Lluís era de la família Borja, besnet del papa Calixt III, nebot del papa Alexandre VI, cosí del cardenal Joan de Borja-Llançol de Romaní i Navarro d'Alpicat anomenat el major (1492), germà del cardenal Joan de Borja-Llançol de Romaní i de Montcada. anomenat el menor (1496) i cosí del cardenal Cèsar Borja (1493).

## Biografia
Pere Lluís de Borja va ser cavaller de l'orde de Sant Joan de Jerusalem.
El seu oncle, el papa Alexandre VI el va fer cardenal in pectore durant el consistori del 20 de març de 1500. La seva creació es publica el 28 de setembre del 1500. Va ser elegit arquebisbe de València per successió del seu germà Joan, però mai va visitar la seva arxidiòcesi. El cardenal Borja és nomenat governador d'Spoleto i Bagnoregio. És abat comendatari de l'abadia de Valldigna i de l'abadia San Simpliciano a Milà. A petició seva, el papa Alexandre VI va donar la butlla de creació a la Universitat de València el 1501 i el rei Ferran II d'Aragó va autoritzar la fundació de la universitat el 1502. El papa l'anomena penitenciari apostòlic a condició que accepti l'ordenació com a sacerdot.
El cardenal Borja va participar en els dos conclaves de 1503 (eleccions de Pius III i Juli II). El cardenal Borja s'escapa de Roma després de les eleccions de Juli II, que és el seu adversari i viu a Nàpols. Va morir en caure d'un cavall entre Roma i Nàpols el 1511.